# Тимьян клоповый
Тимья́н клопо́вый (лат. Thymus cimicinus) — вид рода Тимьян (Thymus) семейства Яснотковые (Lamiaceae).

## Ботаническое описание
Растение высотой 5—15 см. Листья короткочерешковые. Цветки лилового цвета. Плод — орешек.
Произрастает на местах выхода меловых и известняковых пород.

## Ареал
Эндемик Восточно-Европейской равнины и Южного Урала. Произрастает в Башкирии и Самарской области.

## Охранный статус
Уязвимый вид. Занесён в Красные книги России и Башкирии. Вымирает из-за сбора в лекарственных целях, выпаса скота, добычи известняка в местах своего произрастания.

## Синонимика
- Origanum cimicinum (F.K.Blum ex Ledeb.) Kuntze
- Thymus dubjanskii Klokov & Des.-Shost.
- Thymus dubjanskyi Klokov & Des.-Shost.
- Thymus zheguliensis Klokov & Des.-Shost.[1]